# Leiocephalus melanochlorus
Leiocephalus melanochlorus (тібуронська ігуана-крутихвіст) — вид ігуаноподібних ящірок родини Leiocephalidae. Ендемік Гаїті.

## Підвиди
Виділяють два підвиди:
- Leiocephalus melanochlorus melanochlorus Cope, 1863 — західна і центральна частини півострова Тібурон, острів Ваш[en];
- Leiocephalus melanochlorus hypsistus Schwartz, 1965 — гори Монтань-Нуар[en], Сель і Морн-де-Каєтт.

## Поширення і екологія
Тібуронські ігуани-крутихвости поширені на південному заході Гаїті та на сусідньому острові Ваш. Вони живуть на пляжах, в прибережних чагарниках і манграх, на узліссях широколистяних лісів та в гірських соснових лісах, на висоті до 1650 м над рівнем моря.

## Збереження
МСОП класифікує стан збереження цього виду як близький до загрозливого. Leiocephalus melanochlorus загрожує знищення природного середовища та хижацтво з боку інтродукованих мангустів.